# Ġlormu Cassar
Ġlormu of Geralomo Cassar (Birgu, 1520 - ca. 1590) was een Maltees architect en bouwmeester.

## Biografie
Ten tijde van het Beleg van Malta van Malta hielp hij mee in de strijd tegen de Ottomanen. Na het beleg 1565 werd Cassar samen met Francesco Laparelli aangesteld door de Orde van Malta om de stad Valletta met haar vestingen op te bouwen. Nadat Laparelli in 1569 Malta verliet, nam Cassar de gehele leiding over op de bouw van de stad. Hij werd door de Orde naar Italië gestuurd om daar bouwkunst te gaan studeren om zijn kennis te kunnen toepassen aan de bouw van de nieuwe stad Valletta.

## Bouwwerken
- Herberg van Aragon

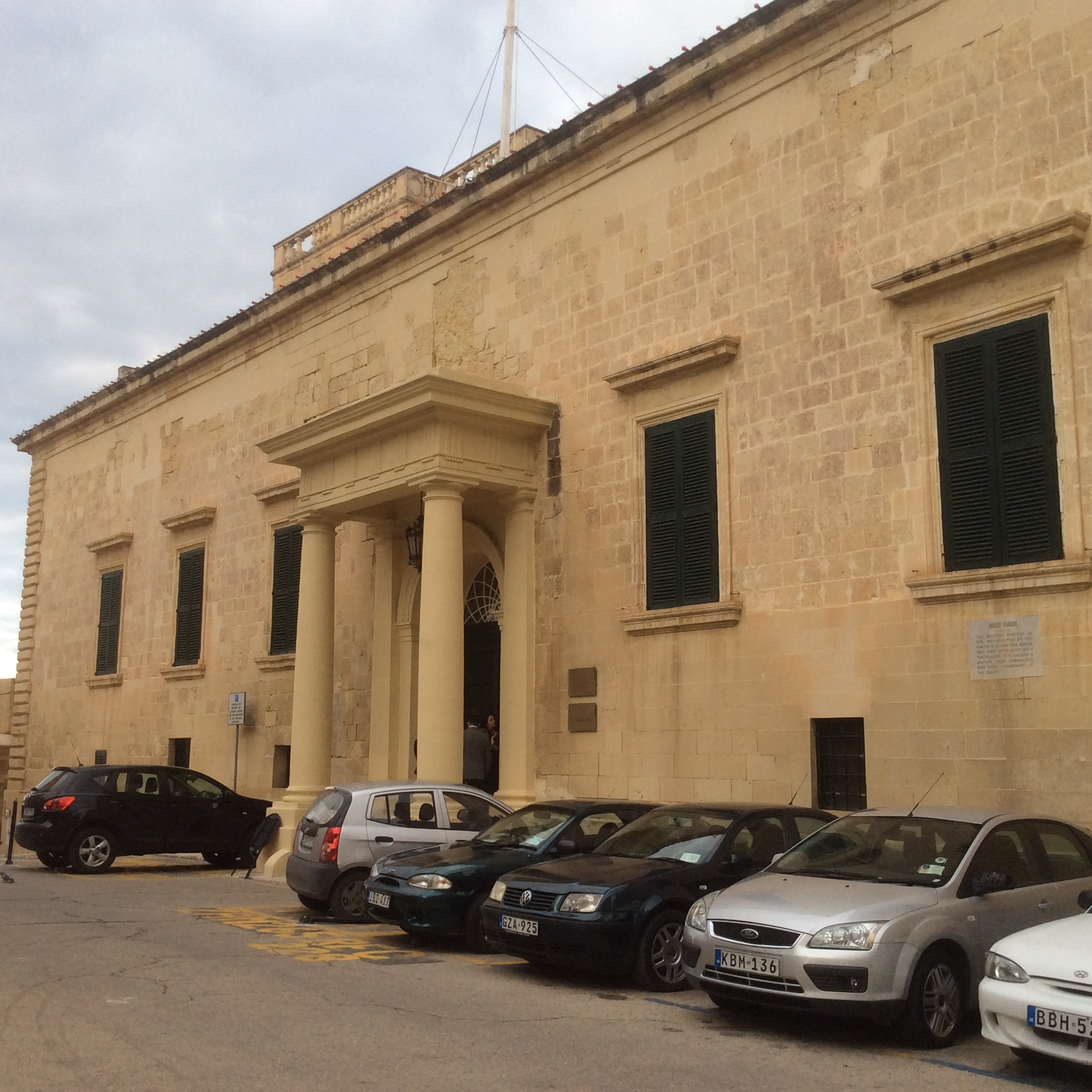
de Herberg van Aragon

- Herberg van Castilië, Léon en Portugal (1574)
- Herberg van Italië (1574)
- Sint-Janscokathedraal (1573-1577)
- Grootmeesterspaleis (1570-1580)
- Verdala Palace